# Rudolf Wülflinger
Rudolf Wülflinger († 25. Juni 1445) war ein Abt des Klosters Wettingen.

## Leben
Wülflinger stammte aus einer Zürcher Bürgerfamilie. Vor 1407 in das Kloster Wettingen eingetreten, war er dort von 1409 bis 1422 Cellerar, seit 1425 Schaffner des Klosterhofs in Basel. Seit 1428 im Streit mit seinem Verwandten Johann Schwarzmurer, wurde er nach dessen Resignation 1433 nach mancherlei Intrigen einstimmig zum Nachfolger gewählt, von Zürich und vom Generalkapitel jedoch nicht bestätigt. Erst nachdem sich Papst und Kaiser für ihn ausgesprochen hatten, wurde er, nach erneuter Wahl am 23. Juni 1434, auch von den Eidgenossen und 1436 schließlich vom Generalabt anerkannt. Für die den Konzilsteilnehmern in Basel gewährte Gastfreundschaft erhielt er am 27. Juni 1439 für sich und seine Nachfolger das Recht zum Gebrauch der Pontifikalien.